# J.J. McCarthy
James Joseph McCarthy (Dublino, 6 gennaio 1817 – Glasnevin, 28 novembre 1882) è stato un architetto irlandese, spesso ricordato come il 'Pugin d'Irlanda'.

## Gli inizi
James Joseph McCarthy nacque a Dublino il 6 gennaio 1817, da una famiglia di modeste condizioni originaria della contea di Kerry trasferitasi nella capitale.
McCarthy entrò alla O'Connel School, gestita dai Fratelli Cristiani in North Richmond St., quando questa aprì l'11 luglio del 1831.
Durante l'autunno del 1834 fu ammesso alle Figure and Ornament Schools della Royal Dublin Society, in Kildare St. Queste scuole erano state fondate alla fine del XVIII secolo, con l'obiettivo di formare nuovi artigiani e migliorare in generare la qualità dell'artigianato: ciononostante anche numerosi pittori e scultori fecero pratica in queste scuole, così come numerosi giovani architetti prima di iniziare i tirocini negli studi professionali. McCarthy in seguito passò dalle scuole di Raffigurazione ed Ornamento a quella di Architettura.

## Carriera
Svolse il proprio apprendistato con Williams Farrell. Nel 1837 il proprio lavoro fu il primo mostrato all'annuale esposizione della Royal Hibernian Academy (RHA). Continuerà a mandare disegni alla RHA per ancora alcuni anni a seguire.
L'unico edificio cui è collegato il nome di McCarthy nella sua prima fase è la chiesa di St. Columb a Derry. La successiva opera di rilievo fu la chiesa di St. Kevin's a Glendalough, nella contea di Wicklow, la cui pietra di fondazione fu posta il 3 giugno 1846. Il secondo grande successo di McCarthy del 1846 fu la vittoria del concorso per il disegno di una nuova chiesa a Ballinasloe, nella contea di Galway. Sfortunatamente, però, la realizzazione di questo progetto venne interrotta dalla grande carestia e, quando si mise nuovamente mano al progetto, i disegni vennero rivisti probabilmente per mano di Pugin. Di conseguenza, la successiva opera di spessore del McCarthy fu la chiesa - disegnata secondo canoni gotici - di Kilskyre, nella contea di Meath, la cui costruzione ebbe inizio nel 1847.
Durante i tardi anni quaranta iniziò a consolidare la propria posizione nel panorama architettonico irlandese, facendosi alfiere del revival dell'architettura antica, costruendo quindi chiese secondo lo stile che più si adatta all'architettura ecclesiastica.
Evento importante nella carriera di McCarthy fu la fondazione dell'Irish Ecclesiological Society nel 1849. Divenne uno dei tre segretari onorari congiunti (gli altri due erano il Reverendo Bartholomew Woodlock, vice presidente dell'All Hallows College, e l'Esquire William Nugent Skeelly) e, di conseguenza, una delle personalità di spicco della società.
Fu sicuramente un architetto molto talentuoso. Particolarmente nelle piccole chiese di campagna, adattò con perizia elementi gotici o romanici alle necessità costruttive e ai materiali locali, producendo così edificio solidi e non retorici, con relazioni spaziali e volumetriche semplici e coerenti. Il successo professionale di McCarthy non è quindi immeritato: la sua fortuna principale fu invece quella di aver raggiunto la maturità professionale proprio mentre la Chiesa Cattolica stava iniziando in Irlanda un periodo di intensa attività. Combinò felicemente i caratteri di religiosità e patriottismo che tanto permeavano lo spirito dell'epoca; fu inoltre un abile amministratore.